# Явір-Волиньліс
Футбольний клуб «Явір-Волиньліс» — український футбольний клуб з селища міського типу Цумані Ківерцівського району Волинської області.

## Досягнення
- Чемпіон Волинської області: 1997, 1999, 2000, 2001;
- Срібний призер чемпіонату Волинської області: 1994, 1995, 1996, 1998, 1999 (осінь);
- Володар Кубка Волинської області: 1997, 1998;
- Фіналіст Кубка Волинської області: 1993, 1995, 1999.

## Всі сезони в незалежній Україні
| Сезон   | Чемпіонат | Чемпіонат | Чемпіонат | Чемпіонат | Чемпіонат | Чемпіонат | Чемпіонат | Чемпіонат | Кубок              | Кубок | Кубок | Кубок | Кубок | Кубок | Кубок | Примітка          |
| Сезон   | Ліга      | Місце     | І         | В         | Н         | П         | М         | О         | Етап               | І     | В     | Н     | П     | М     | О     | Примітка          |
| ------- | --------- | --------- | --------- | --------- | --------- | --------- | --------- | --------- | ------------------ | ----- | ----- | ----- | ----- | ----- | ----- | ----------------- |
| 1995/96 | —         | —         | —         | —         | —         | —         | —         | —         | 1/128 фіналу       | 1     | 0     | 0     | 1     | 0−1   | 0     | Під назвою «Явір» |
| 1997/98 | —         | —         | —         | —         | —         | —         | —         | —         | Аматори 1/4 фіналу | 6     | 1     | 3     | 2     | 4−4   | 0     | Під назвою «Явір» |